# Eishockey-Europameisterschaft der Frauen 1995
Die 4. Eishockey-Europameisterschaft der Frauen fand vom 20. bis zum 25. März 1995 in der lettischen Hauptstadt Riga statt.
Austragungsorte der B-Gruppe waren vom 27. bis zum 31. März 1995 die Städte Esbjerg, Gentofte und Odense in Dänemark.

## A-Gruppe
| Spiele         | FIN  | SWE | SUI  | NOR  | GER  | LAT  | Tore  | Pkt.  |
| 1. Finnland    |      | 9:0 | 10:0 | 12:0 | 13:2 | 17:0 | 61:02 | 10:0  |
| 2. Schweden    | 0:9  |     | 7:0  | 5:0  | 7:1  | 8:0  | 27:10 | 08:02 |
| 3. Schweiz     | 0:10 | 0:7 |      | 2:0  | 6:2  | 3:1  | 11:20 | 06:04 |
| 4. Norwegen    | 0:12 | 0:5 | 0:2  |      | 5:1  | 2:0  | 07:20 | 04:06 |
| 5. Deutschland | 2:13 | 1:7 | 2:6  | 1:5  |      | 5:4  | 11:35 | 02:08 |
| 6. Lettland    | 0:17 | 0:8 | 1:3  | 0:2  | 4:5  |      | 05:35 | 00:10 |

### Beste Scorerinnen
Abkürzungen: Sp = Spiele, T = Tore, V = Assists, Pkt = Punkte, SM = Strafminuten; Fett: Turnierbestwert
| Spieler            | Sp | T | V  | Pkt | SM |
| ------------------ | -- | - | -- | --- | -- |
| Riikka Nieminen    | 5  | 8 | 13 | 21  | 2  |
| Tiia-Riita Reima   | 5  | 7 | 7  | 14  | 6  |
| Sari Krooks        | 5  | 6 | 8  | 14  | 2  |
| Marianne Ihalainen | 5  | 6 | 6  | 12  | 0  |
| Marika Lehtimäki   | 5  | 7 | 3  | 10  | 0  |
| Kirsi Hänninen     | 5  | 3 | 7  | 10  | 4  |
| Petra Vaarakallio  | 5  | 6 | 3  | 9   | 0  |
| Sari Fisk          | 5  | 6 | 3  | 9   | 2  |
| Maren Valenti      | 5  | 5 | 3  | 8   | 10 |
| Lotta Almblad      | 5  | 5 | 2  | 7   | 4  |
| Kati Kovalainen    | 5  | 3 | 4  | 7   | 2  |
| Rose Matilainen    | 5  | 2 | 5  | 7   | 4  |

### Meistermannschaften
| Europameister Finnland | Kati Ahonen, Tuula Puputti – Katri-Helena Luomajoki, Päivi Halonen, Katja Lehto, Satu Huotari, Kirsi Hänninen, Anne Haanpää, Niina Sirén – Marianne Ihalainen, Sanna Kanerva, Rose Matilainen, Riikka Nieminen, Tiia Reima, Sari Fisk, Sari Krooks, Petra Vaarakallio, Anna Aaltomaa, Marika Lehtimäki, Kati Kovalainen Trainerstab: Jorma Valtonen, Aki Ropponen; Manager: Lalli Partinen                                   |
| Silber Schweden        | Annica Åhlén, Lotta Almblad, Gunilla Andersson, Kristina Bergstrand, Pernilla Burholm, Minna Dunder, Ann-Louise Edstrand, Åsa Elfving, Annika Eriksson, Anne Ferm, Charlotte Göthesson, Ann-Sofie Gustafsson, Erika Holst, Camilla Kempe, Åsa Lidström, Ylva Lindberg, Tina Månsson, Pia Morelius, Marie Nordgren, Malin Persson Trainerstab: Christian Yngve, Lars-Gunnar Persson, Jan Tornqvist; Manager: Lars G. Karlsson |
| Bronze Schweiz         | Mirjam Baechler, Sandra Cattaneo, Edith Enzler, Ramona Fuhrer, Gillian Jeannottat, Michaela Keusch, Ruth Künzle, Kathrin Lehmann, Monika Leuenberger, Jeanette Marty, Jacqueline Mischler, Prisca Mosimann, Regula Müller, Mireille Nothiger, Patricia Sautter, Sabine Schumacher, Ursula Walther, Rachel Wild, Doris Wyss Trainerstab: Francols Ceretti, France Montour; Manager: Barbara Müller                            |

### Auszeichnungen
| Auszeichnung        | Spieler           | Team     |
| ------------------- | ----------------- | -------- |
| Top-Scorerin        | Riikka Nieminen   | Finnland |
| Beste Torhüterin    | Patricia Sautter  | Schweiz  |
| Beste Verteidigerin | Gunilla Andersson | Schweden |
| Beste Angreiferin   | Sari Krooks       | Finnland |

## B-Gruppe

### Vorrunde
Gruppe 1
| Spiele            | DEN  | SVK | NED | GBR  | Tore  | Pkt. |
| 1. Dänemark       |      | 3:1 | 6:0 | 14:1 | 23:02 | 6:0  |
| 2. Slowakei       | 1:3  |     | 4:4 | 4:1  | 09:08 | 3:3  |
| 3. Niederlande    | 0:6  | 4:4 |     | 7:2  | 11:12 | 3:3  |
| 4. Großbritannien | 1:14 | 1:4 | 2:7 |      | 04:25 | 0:6  |

Gruppe 2
| Spiele        | RUS  | CZE | FRA  | UKR  | Tore  | Pkt. |
| 1. Russland   |      | 8:1 | 15:0 | 14:0 | 37:01 | 6:0  |
| 2. Tschechien | 1:8  |     | 7:2  | 7:1  | 15:11 | 4:2  |
| 3. Frankreich | 0:15 | 2:7 |      | 7:1  | 09:23 | 2:4  |
| 4. Ukraine    | 0:14 | 1:7 | 1:7  |      | 02:28 | 0:6  |

### Auszeichnungen
| Auszeichnung | Spieler                  | Team     |
| ------------ | ------------------------ | -------- |
| Top-Scorerin | Jekaterina Paschkewitsch | Russland |